# 4724 Brocken
4724 Brocken (1961 BC) là một tiểu hành tinh vành đai chính được phát hiện ngày 18 tháng 1 năm 1961 bởi Cuno Hoffmeister và Joachim Schubart ở Tautenburg.